# PeopleJam
PeopleJam（ピーポージャム）は、日本のロック・バンド。

## 概要
テクノ、ディスコ、ファンク、ブレイクビーツを飲み込んだダンスフロアで機能するイカサマ・デジタルファンク。
台湾やタイ、韓国、カタルーニャ等の海外フェス出演、日本国内でのライブ活動を展開中。

## 来歴
- 2011年：1stAlbum『Dirty Groove』リリース。
- 2011年：台湾Spring Scream出演。
- 2011年：タイBig Mountain Music Festival出演。
- 2012年：台湾Spring Scream出演。
- 2013年12月：ブログサイトHi-Hi-Whoopeeから新曲『IDIOTWERK』無料ダウンロードリリース。
- 2015年：スペインのバンド、"FastForward"のRemix Albumに参加。
- 2015年7月：韓国（済州島）Stepping Stone Festival出演。
- 2015年11月 : 2nd Album "Idiotwerk" フリーダウンロードリリース。
- 2016年4月：台湾Spring Scream出演。
- 2017年6月 : 1st EP "One Step Closer EP"リリース。
- 2017年6月 : カタルーニャ Rrandom Music Festival出演。
- 2017年8月 : 中国北京Tour。
- 2018年4月 : Remix EP "One Step Closer Remix EP"リリース。
- 2018年4月 : 台湾Urban Nomad Opening Freakout Music Festival出演。
- 2018年6月 : 香港EARHUB2018 Music Festival出演。

## メンバー
JIK
ボーカル、ギター、シンセサイザー担当
TOMMY
ギター担当
THOM
バス担当
KEN
ドラムス担当
AYANA
ギター担当

## CD
- Dirty Groove（フルアルバム／2011年5月11日）
- Idiotwerk（フルアルバム／2015年11月11日）
- One Step Closer EP （EP／2017年6月23日）
- One Step Closer Remix EP （EP／2018年4月11日）